# Derby lillois
Le derby lillois,, se réfère à l'antagonisme entre l'Olympique lillois et le Sporting Club fivois, les deux principaux clubs de football de Lille. 
La rivalité entre les deux équipes a pour origine un clivage social. L'OL est vu comme le club de la bourgeoisie et des classes aisées lilloises tandis que le SCF est principalement soutenu par la classe ouvrière habitant à Fives.
D'abord affiliés à fédérations sportives différentes et donc des championnats différents avant la Première Guerre mondiale, les deux clubs se rencontrent d'abord au sein de la Division d'Honneur de la Ligue du Nord (ou DH Nord) en tant qu'amateurs dans les années 1920.
Apprenant la création d'un championnat de France professionnel et voyant l'OL refuser le professionnalisme par peur de perdre son influence locale, le SC Fives décide d'y adhérer en 1932. Les dirigeants olympiens vont finalement accepter la professionnalisation quand les Fivois commencent à recruter plusieurs joueurs de l'OL. En 1944, les deux clubs décident de mettre de côté leur rivalité et de s'unir pour rassembler les moyens ainsi que les effectifs ; le Lille Olympique Sporting Club naît de la fusion des deux rivaux.
Le palmarès régional comme national est nettement à l'avantage des Olympiens. L'OL a notamment remporté un trophée de France, un championnat de France professionnel et quatre DH Nord tandis que le SC Fives ne possède que quatre titres de Promotion d'Honneur, seconde division de la Ligue du Nord.

## Repères historiques

### Sous le statut amateur (1919-1931)
Les deux clubs de Lille voient le jour au début du XXe siècle. À Fives, quartier populaire de l'est de Lille, le Sporting Club fivois est fondé en 1901 sous le nom d'Éclair Fivois ; il prend la dénomination Sporting Club fivois en 1910. L'Olympique lillois apparaît sous la forme d'un club ominsports en 1902 ; la section football, section sportive où les dirigeants ont décidé d'investir la plupart des moyens, est fondée la même année.
Étant donné que le SCF et l'OL ont rejoint des fédérations différentes (FCAF pour le club de Fives, USFSA pour les Olympiens), les deux clubs évoluent dans des championnats différents et n'ont pas l'occasion de s'affronter en match officiel. Cependant, le trophée de France permettait d'éventuelles confrontations entre les deux clubs mais il aurait fallu que le SC Fives remporte le championnat de France FCAF, ce que les Fivois n'ont pas su faire.
Après l'unification des instances nationales de football pendant la Première Guerre mondiale, les deux clubs évoluent désormais au sein de la Ligue du Nord de football. Si l'Olympique lillois a participé à toutes les éditions de la Division d'Honneur (ce qui constitue la première division de la Ligue) entre 1919 et 1932, le SC Fives n'a évolué que quatre saisons au sein de cette DH Nord. À chaque participation du SC Fives à la DH, le club a connu la relégation en fin de saison. L'OL et le SCF se sont rencontrés ainsi que lors de quatre saisons au sein de la DH Nord. Les deux clubs se rencontrent pour la première fois en DH Nord lors de la saison 1921-1922.

### Sous le statut professionnel (1932-1939)

#### Le SC Fives pousse l'OL à la professionnalisation
Président de l'Olympique lillois, Henri Jooris est réélu président de la Ligue du Nord en 1929 et devient un fervent défenseur de la professionnalisation du football en France. Il plaide la même année pour la mise en place d'un championnat national réunissant les meilleures équipes de chaque ligue en fin de saison. Son avis sur la question va pourtant changer dans les mois qui suivent.
À la tête de la Ligue du Nord, Jooris voit désormais l'arrivée d'un championnat professionnel rassemblant les meilleurs clubs de France comme une mauvaise chose. Ces clubs quitteraient la Division d'Honneur de la Ligue pour jouer le championnat national, ce qui aurait pour conséquence d'affaiblir le prestige de la Ligue du Nord, d'éclipser le succès grandissant de la DH Nord ainsi que de diminuer les recettes des clubs. C'est pourquoi Henri Jooris et l'OL refusent de s'engager dans le professionnalisme.
Le 9 mars 1932, Henri Jooris démissionne pour des raisons obscures de la direction de l'OL mais en reste président d'honneur. Son successeur n'est autre que Gabriel Caullet, le vice-président en poste. Malgré tout, Jooris garde une grande influence sur l'OL, qui persiste dans le refus du statut professionnel. Voyant l'OL refuser le professionnalisme, le Sporting Club fivois, évoluant alors en Promotion d'Honneur, et son président Louis Henno décident d'y adhérer. La FFFA valide l'admission du SCF dans le championnat professionnel le 22 juillet 1932. Cette adhésion validée permet à Fives d'attirer plusieurs joueurs clés de l'OL dont le gardien de but Louis Vandeputte, l'Anglais George Berry et l'international français André Cheuva.
Ces transferts, ainsi que la crainte de voir son public partir au profit du SCF, incitent l'OL à revenir sur sa décision de refuser le professionnalisme. Bien que sa demande d'adhésion soit hors délai, la FFFA l'accepte. Les deux rivaux de la ville de Lille vont donc participer à la première édition du championnat de France professionnel.

### Fusion des deux rivaux (1941-1944)
Par souci de pouvoir constituer une équipe compétitive, les dirigeants de l'Olympique lillois et de l'Iris Club lillois décident de fusionner en partie le 21 mai 1941. L'Olympique lillois reprend donc ses activités sous le nom de l'Olympique Iris Club lillois (abrégé en OIC Lille ou OICL). L'OICL et le SC Fives s'affrontent en championnat de France lors des saisons 1941-1942 et 1942-1943.
Au printemps 1943, l'idée d'une fusion entre l'OIC Lille et le SC Fives est lancée par Henri Kretzschmar,, mais elle est rejetée par les dirigeants du SCF. Ce projet est stoppé par la mise en place du championnat fédéral 1943-1944 par Joseph Pascot. Les joueurs professionnels de Lille et Fives sont désormais affectés à l'équipe fédérale Lille-Flandres. L'OICL et le SCF perdent leur statut professionnel mais sont tout de même autorisés à jouer la coupe de France 1943-1944. Après l'élimination de l'OIC Lille par l'équipe fédérale Montpellier-Languedoc en coupe, les partisans d'une fusion refont surface. À la fin de la saison, Raymond Sergent et l'Iris Club décident de quitter l'OICL pour reprendre leur indépendance. L'OICL redevient donc l'OL pendant l'été 1944. D'abord contre cette fusion, Louis Henno et le SC Fives l'acceptent finalement après de nombreuses négociations pour pouvoir concentrer les moyens et éviter la disparition du club. Les Fivois obtiennent notamment l'alternance des matches à domicile du futur club au stade Jules-Lemaire (enceinte du SCF) et au stade Henri-Jooris (terrain de jeu de l'OL).
L'Olympique lillois disparaît ainsi après sa fusion avec le Sporting Club fivois le 23 septembre 1944. Le nouveau club est baptisé « Stade lillois ». Sous cette dénomination, le club participe à deux matchs amicaux et aux deux premières journées du championnat de guerre 1944-1945, et les remporte tous les quatre. Le 10 novembre 1944, le nom « Lille Olympique Sporting Club » (« Lille Olympique » en souvenir de l'Olympique lillois et « Sporting Club » en hommage au SC Fives) est adopté après assemblée générale. La fusion ainsi que le nouveau nom sont officiellement enregistrés le 25 novembre 1944.

## Confrontations sportives

### Matchs mémorables

#### Division 1 1933-1934
Premier champion de France professionnel en 1933, les joueurs de l'Olympique lillois (OL) rêvent d'un doublé pour la saison suivante. Mais en 1934, non seulement l'OL perd son titre de champion mais aussi ce sont les Sétois, rivaux de l'OL, qui réalisent le premier doublé de l'histoire du football français.
Si l'Olympique lillois perd mathématiquement son titre lors de la dernière journée sur le terrain de l'OGC Nice, les résultats obtenus contre le SC Fives sont pointées du doigt pour justifier la perte du titre. Les deux oppositions de la saison 1933-1934 sont par ailleurs les premières en rencontres officielles et sous le statut professionnel.
Lors des matches aller du championnat 1933-1934, le SC Fives reçoit en novembre 1933 l'Olympique lillois au stade Virnot dans un stade archi-comble. Dès le début du match, l'Olympien Varga percute son collègue en défense Beaucourt et se blesse. Les remplacements étant interdits à l'époque, l'OL se retrouve réduit à dix dès le début de la rencontre. Dans la foulée de la sortie de Varga, les Fivois inscrivent le premier but. Malgré ce premier but, l'OL continue de créer le danger en attaque lors de la première période. Dès la reprise, Fives marque le deuxième but de la rencontre ; Saint-Pé profite d'une glissade du gardien de l'OL Défossé. Avec ce deuxième but, le SCF pousse en attaque et Défossé permet à l'OL d'espérer une éventuelle égalisation. C'est pourtant sur une de ses mauvaises sorties que Saint-Pé loge la balle dans le but et inscrit le troisième but en toute fin de rencontre.
| Division 1 1933-1934 - 10e journée | SC Fives                   | 3 – 0   | Olympique lillois | Stade Virnot, Mons-en-Barœul |                      |
| 5 novembre 1933 14 h 00            | Bara · Saint-Pé · Saint-Pé | (1 – 0) | Varga             | Spectateurs : 15 000         | Spectateurs : 15 000 |
| 5 novembre 1933 14 h 00            | Résumé du match            |         |                   | Spectateurs : 15 000         | Spectateurs : 15 000 |

Le match retour a lieu le 18 mars 1934. Avant la rencontre, l'OL et le SCF sont tous les deux à la troisième place du championnat et à égalité de points (25) ; un succès permettrait au vainqueur de rejoindre l'Olympique de Marseille et le FC Sète en tête du classement. Après une entame de rencontre à l'avantage des Fivois, les Dogues prennent le jeu à leur compte avant que la partie devienne équilibré. C'est à ce moment que le fivois Libérati trouve la faille et ouvre le score pour les visiteurs. Ce but amène la domination du SCF jusqu'à la mi-temps. Le sursaut de l'OL vient en seconde période. Après plusieurs tirs près du cadre ou touchant les poteaux, l'Olympien Witner voit ses efforts récompensés en fin de match. Sur un long tir puissant, il égalise pour l'OL. Poussé par le public du stade Victor-Boucquey, l'OL tente de marquer le but de la victoire mais doit finalement se contenter du match nul. 
| Division 1 1933-1934 - 23e journée | Olympique lillois | 1 – 1   | SC Fives     | Stade Victor-Boucquey, Lille |                    |
| 18 mars 1934                       | Witner 82e        | (0 – 1) | 30e Libérati | Arbitrage : Bowley           | Arbitrage : Bowley |
| 18 mars 1934                       | Résumé du match   |         |              | Arbitrage : Bowley           | Arbitrage : Bowley |

Après la rencontre, les deux clubs sont toujours à égalité de points à la troisième place. Ni l'OL ni le SCF ne profite de la défaite du FC Sète en déplacement chez le FC Sochaux-Montbéliard (3-2) pour recoller au classement.
Extrait du classement de Division 1
| Rang | Équipe                 | Pts | J  | G | N | P | Bp | Bc | Diff |
| ---- | ---------------------- | --- | -- | - | - | - | -- | -- | ---- |
| 1    | Olympique de Marseille | 27  | 20 |   |   |   |    |    |      |
| 2    | FC Sète                | 27  | 21 |   |   |   |    |    |      |
| 3    | Olympique lillois      | 26  | 21 |   |   |   |    |    |      |
| -    | SC Fives               | 26  | 21 |   |   |   |    |    |      |
| 5    | Excelsior de Roubaix   | 24  | 21 |   |   |   |    |    |      |

#### Coupe de France 1937-1938
| Coupe de France 1937-1938 Quart de finale | SC Fives                 | 2 – 2 ap | Olympique lillois | Roubaix |  |
| 6 mars 1938                               | Van Caeneghem · Perlitch | (1 – 0)  | 84e Cléau · Bigot |         |  |
| 6 mars 1938                               | Résumé du match          |          |                   |         |  |

| Coupe de France 1937-1938 Premier match d'appui | SC Fives        | 0 – 0 ap | Olympique lillois | Parc des Princes, Paris |
| 17 mars 1938                                    |                 |          |                   |                         |
|                                                 | Résumé du match |          |                   |                         |

| Coupe de France 1937-1938 Second match d'appui | SC Fives                 | 2 – 0   | Olympique lillois | Parc Jean-Dubrulle, Roubaix |  |
| 24 mars 1938                                   | Guimbard · Van Caeneghem | (1 – 0) |                   |                             |  |
| 24 mars 1938                                   | Résumé du match          |         |                   |                             |  |

### Liste des confrontations
| Saison    | Rencontre             | Score | Compétition                                 |
| --------- | --------------------- | ----- | ------------------------------------------- |
| 1933-1934 | SC Fives - O. lillois | 3 – 0 | Division 1 1933-1934 - 10e journée          |
| 1933-1934 | O. lillois - SC Fives | 1 – 1 | Division 1 1933-1934 - 23e journée          |
| 1934-1935 | SC Fives - O. lillois | 2 – 1 | Division 1 1934-1935 - 6e journée           |
| 1934-1935 | O. lillois - SC Fives | 3 – 0 | Division 1 1934-1935 - 21e journée          |
| 1935-1936 | O. lillois - SC Fives | 1 – 0 | Division 1 1935-1936 - 6e journée           |
| 1935-1936 | SC Fives - O. lillois | 1 – 1 | Division 1 1935-1936 - 21e journée          |
| 1936-1937 | O. lillois - SC Fives | 1 – 3 | Division 1 1936-1937 - 14e journée          |
| 1936-1937 | SC Fives - O. lillois | 1 – 0 | Division 1 1936-1937 - 29e journée          |
| 1937-1938 | SC Fives - O. lillois | 0 – 1 | Division 1 1937-1938 - 13e journée          |
| 1937-1938 | O. lillois - SC Fives | 2 – 1 | Division 1 1937-1938 - 28e journée          |
| 1937-1938 | SC Fives - O. lillois | 2 – 2 | Coupe de France 1937-1938 - Quart de finale |
| 1937-1938 | SC Fives - O. lillois | 0 – 0 | Coupe de France 1937-1938 - Quart de finale |
| 1937-1938 | SC Fives - O. lillois | 1 – 0 | Coupe de France 1937-1938 - Quart de finale |
| 1938-1939 | SC Fives - O. lillois | 3 – 1 | Division 1 1938-1939 - 14e journée          |
| 1938-1939 | O. lillois - SC Fives | 1 – 2 | Division 1 1938-1939 - 29e journée          |